# Ганнівська волость (Верхньодніпровський повіт)
Ганнівська волость — адміністративно-територіальна одиниця Верхньодніпровського повіту Катеринославської губернії.
Станом на 1886 рік складалася з 6 поселень, 6 сільських громади. Населення — 3075 осіб (1520 чоловічої статі та 1555 — жіночої), 562 дворових господарства.
|                     | Площа, десятин | У тому числі орної, дес. |
| ------------------- | -------------- | ------------------------ |
| Сільських громад    | 3595           | 1940                     |
| Приватної власності | 21047          | 1670                     |
| Іншої власності     | 120            | 35                       |
| Загалом             | 24762          | 3645                     |

Найбільше поселення волості:
- Ганнівка — село при річці Жовта в 90 верстах від повітового міста, 1523 осіб, 285 дворів, церква православна, єврейський молитовний будинок, школа, 2 лавки, постоялий двір, 2 ярмарки на рік, базари по неділях.
- Іскрівка — село при річці Інгулець, 690 осіб, 119 дворів, лавка.
- Нетесівка — село при річці Жовта, 120 осіб, 21 двір, лавка.

За даними на 1916 рік: волостний старшина — Бабенко Федір Вікторович, волосний писарь — Якименко Микита Матвійович, голова волосного суду — Гладушка Авксентій Дмитрович, секретар волостного суду — Левченко Василь Михайлович. Голова сільськогосподарського товариства — Молчан Андрій Зиновійович.